# Гептены
Гепте́ны — общее название для изомерных органических соединений состава C7H14, относящихся к алкенам.

## Строение
Структура гептенов содержит последовательность из семи атомов углерода (С), одна из связей между которыми двойная; кроме связей С–С и С=С атомы углерода имеют связи с атомами водорода, при этом углерод имеет валентность равную 4 (образует 4 связи с другими атомами, двойная связь в этом случае считается как две связи). Гептены различаются между собой:
- строением углеродного скелета — последовательностью, в которой семь атомов углерода связаны между собой;
- положением двойной связи в углеродном скелете, которое отражается в названии соединений числом (локантом) при суффиксе -ен;
- в ряде случаев, конфигурацией двойной связи, которая определяется различными способами расположения заместителей при ней (цис-/транс- и E/Z-конфигурации).

К основным линейным изомерам гептенов относятся:
1. гептен-1 CH2=CH-CH2-CH2-CH2-CH2-CH3
2. цис-гептен-2 CH3-CH=CH-CH2-CH2-CH2-CH3
3. транс-гептен-2 CH3-CH=CH-CH2-CH2-CH2-CH3
4. цис-гептен-3 CH3-CH2-CH=CH-CH2-CH2-CH3
5. транс-гептен-3 CH3-CH2-CH=CH-CH2-CH2-CH3

Кроме того, существуют многочисленные разветвлённые изомеры, включая:
1. 2-метилгексен-1 CH2=C(CH3)-CH2-CH2-CH2-CH3
2. 3-метилгексен-1 CH2=CH-CH(CH3)-CH2-CH2-CH3
3. 4-метилгексен-1 CH2=CH-CH2-CH(CH3)-CH2-CH3
4. 5-метилгексен-1 CH2=CH-CH2-CH2-CH(CH3)-CH3
5. 2-метилгексен-2 CH3-C(CH3)=CH-CH2-CH2-CH3
6. 3,3-диметилпентен-1 CH2=CH-C(CH3)2-CH2-CH3
7. 2,3-диметилпентен-1 CH2=C(CH3)-CH(CH3)-CH2-CH3

## Физические и химические свойства
При нормальных условиях гептены представляют собой бесцветные жидкости, нерастворимые в воде и хорошо растворимые в органических растворителях. Температура плавления линейного гептена-1 составляет около −119 °C, а температура кипения около 94 °C. Плотность гептена-1 — 0,697 г/см3. Физические свойства изомеров гептена различаются в зависимости от строения углеродного скелета и положения двойной связи.
По своим химическим свойствам гептены проявляют реакционную способность, характерную для алкенов. Они вступают в реакции присоединения (гидрирование, галогенирование, гидрогалогенирование, гидратация), окисления, полимеризации и др.

## Получение и применение
Гептены могут быть получены различными способами:
- дегидрирование соответствующих алканов (гептанов);
- дегидратация соответствующих спиртов (гептанолов);
- крекинг более тяжёлых углеводородов;
- олигомеризация более лёгких алкенов.

Коммерческий продукт представляет собой жидкость, которая является смесью изомеров. Гептены используются в качестве:
- добавки в смазочные материалы;
- катализаторов;
- поверхностно-активных веществ;
- промежуточных продуктов в органическом синтезе;
- компонентов для производства полимеров.